# Michaël Bar Zvi
Pour les articles homonymes, voir Bar.
Michaël Bar Zvi, né Michaël Herszlikowicz le 26 avril 1950 dans le 12e arrondissement de Paris, ville où il est mort le 29 mai 2018 dans le 15e arrondissement, est un professeur de philosophie français et israélien.
Élève d'Emmanuel Levinas et de Pierre Boutang, Michaël Bar-Zvi s'intéressait aux liens entre pensée juive et philosophie politique. Il a notamment travaillé sur l'histoire du sionisme, sur les rapports entre la France et Israël, et sur l'antisémitisme.

## Biographie

### Jeunesse et formation
Issu d'une famille juive polonaise marquée par la déportation de son père  de Czestochowa (Pologne) vers Buchenwald, Dora puis Bergen Belsen, il fait ses études à Paris. Il obtient un doctorat en philosophie en 1975, à l'Université Paris-Sorbonne, après la soutenance de sa thèse sur L’idée de nation dans la pensée juive à l’époque moderne (mention très bien).
Il était marié et père de trois enfants.

### Enseignement
Michaël Bar Zvi a été professeur de philosophie au lycée Marcel Roby à Saint-Germain-en-Laye et à l’INSEP (1970–1975).
Il a ensuite enseigné dans divers instituts et facultés en Israël.

### Activités
Engagé pour la cause sioniste, il a été délégué général en France du Fonds national juif - Keren Kayemeth Leisraël (2001-2009) et a dirigé des départements Éducation de l'Agence juive (1982-1985, 1996-1998).
En Israël il a participé à la direction d'établissements universitaires à Tel Aviv : Faculté d’éducation Levinsky, École normale ORT (en).
Il était membre de l'Union libérale israélite de France, et a été rédacteur de sa revue Hamevasser (2003-2016).

## Publications
Sous le nom de Michel Herszlikowicz
- L'Idée de nation dans la pensée juive à l'époque moderne, thèse sous la direction de Charles Touati (sudoc).
- Le sionisme, Que-Sais-je no 1801, P.U.F., 1978 (trois éditions).
- Philosophie de l'antisémitisme, P.U.F, 1985 (aperçu en ligne).

Sous le nom de Michaël Bar Zvi
- Histoire de l'Irgoun, éd. Périple, 1987.
- Dictionnaire 2000+ Hébreu-Hébreu-Français, 1989.
- Le Sionisme (avec Claude Franck), éd. Les Provinciales, 2002  (ISBN 2-912833-07-8 et 2-910490-51-3), aperçu en ligne.
- Être et exil. Philosophie de la nation juive, Les Provinciales/Le Cerf, 2006 (présentation en ligne).
- Eloge de la guerre après la Shoah, éd. Hermann, 2010.
- Rav Milon : dictionnaire didactique hébreu-hébreu-français, français-hébreu, 2011 (sudoc).
- Préface à la réédition de Pierre Boutang, La guerre des Six jours, 2011, éd. Les Provinciales (présentation en ligne).
- Postface à la réédition de Pierre Boutang, La Politique. La politique considérée comme souci, 2014, éd. Les Provinciales (présentation en ligne).
- Israël et la France – L’alliance égarée, éd. Les Provinciales, 2014 (présentation en ligne).
- Pour une politique de la transmission, réflexions sur la question sioniste, 2016.
- La pensée anthume, 2019, éd. Les Provinciales (présentation en ligne).
- Philosophie de l’antisémitisme, avec une postface de Pierre-André Taguieff, 2019, éd. Les Provinciales (présentation en ligne) (réédition revue et corrigée de l'édition 1985).

Articles
- Education et Judaïsme, article publié dans les Nouveaux Cahiers de Recherche en Éducation, 1996.
- Les juifs en France à l'époque médiévale, Revue des Deux Mondes, janvier 2018 (aperçu en ligne (section 5)).
- Autres et nombreux articles dans Commentaire, Politique Internationale, Information juive, Hamevasser, Tenou'a, Actualité Juive, Shibboleth, La Revue Universelle[5], etc.

En hébreu
- (he) Monographies de Don Isaac Abravanel, Yoel de Rosheim, Dona Grazia ; Université Bar-Ilan, 1989.
- (he) Le judaïsme en Turquie, 1991.
- (he) Traduction en hébreu du livre de J. Testyler, Les enfants de Slawkow (aperçu sur Gallica), 1994.
- (he) La littérature enfantine et l’enseignement de la philosophie, 1995.
- (he) Traduction en hébreu du livre d’André Neher, L'essence du prophétisme (sudoc, BnF), 1999.
- (he) Une approche interactive dans la formation des maîtres.